# 塔克法案
《塔克法案》（英語：Tucker Act，1887年3月3日通过，24 Stat. 505，美國法典第28编 § 第1491節），是美国政府放弃特定案件中主权豁免权利的法案。
该法案又可分为“大”塔克法案，即诉讼标的额超过一万美元的案件，美国联邦索赔法院拥有专属管辖权；“小”塔克法案（美國法典第28编 § 第1346節），则将诉讼标的额低于一万美元的案件，给予权利申诉法院与联邦地区法院共同管辖权。
此法案以弗吉尼亞州聯邦眾議員約翰·倫道夫·塔克（John Randolph Tucker）的名字命名。

## 外部連結
- Licata v. US Postal Service （页面存档备份，存于）
- Auction Company of America v. Federal Deposit Insurance Corporation （页面存档备份，存于）
- Tucker Act defined （页面存档备份，存于）